# تيم كرودر
تيم كرودر (بالإنجليزية: Tim Crowder)‏ هو لاعب كرة قدم أمريكية أمريكي، ولد في 30 يونيو 1985.

## وصلات خارجية
- تيم كرودر على موقع مرجع كرة القدم المحترفة.كوم (الإنجليزية)